# Villa Giustiniani-Cambiaso
La villa Giustiniani-Cambiaso o semplicemente villa Cambiaso è una storica dimora nobiliare del comune di Genova. Con accesso da via Montallegro, nel quartiere residenziale di Albaro, l'edificio è corredato da un parco pubblico, una porzione ben più ridotta del vasto parco che anticamente circondava la villa quasi fino a raggiungere il mare, fortemente ridimensionato dall'espansione urbanistica del quartiere di Albaro negli anni trenta del Novecento. L'antica dimora nel 1921 passò al Comune di Genova; oggi di proprietà della Fondazione Carige, è sede della Scuola Politecnica dell'Università degli Studi di Genova.

## Storia

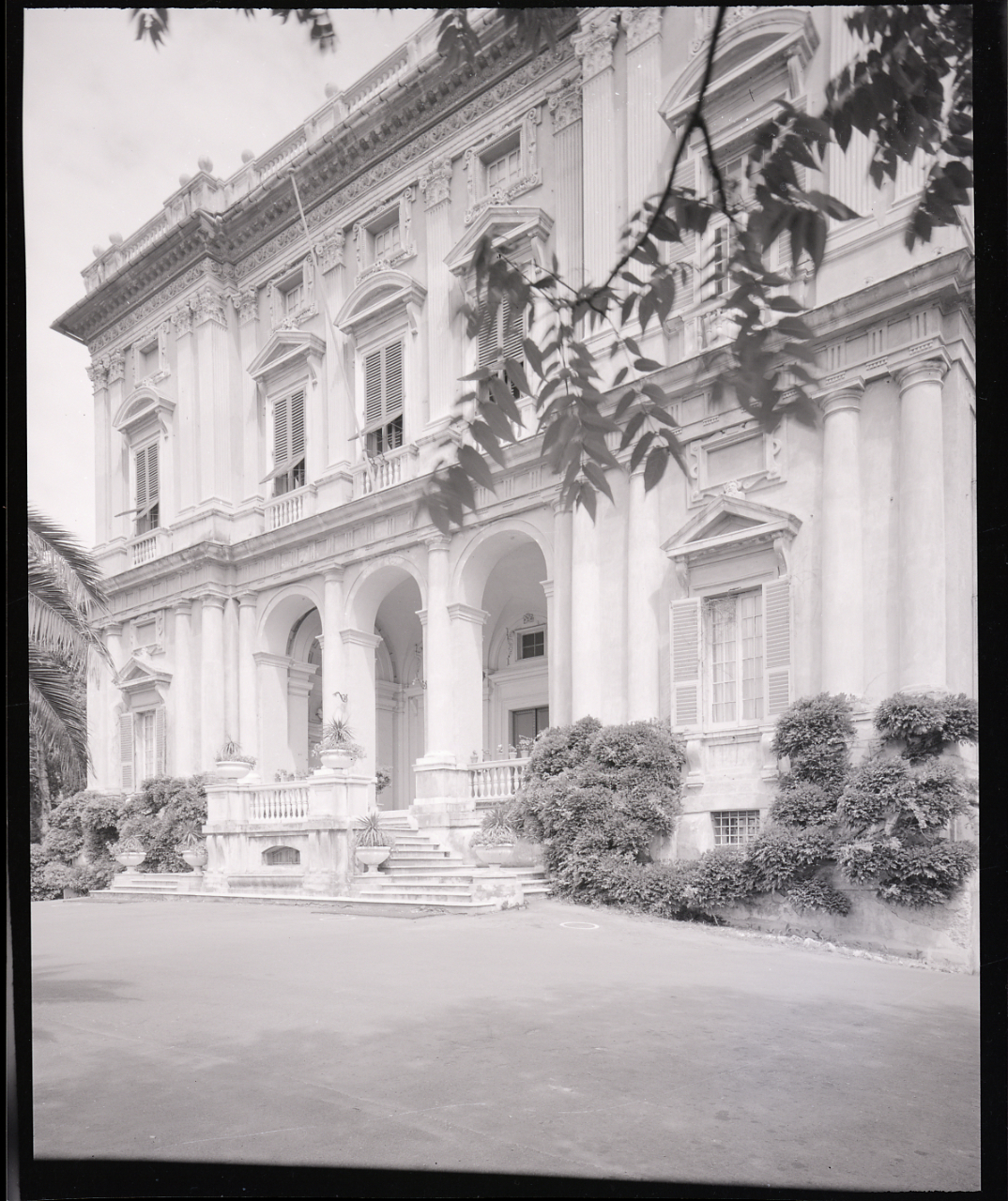
La facciata in una foto di Paolo Monti del 1964

Edificata in posizione dominante sulla collina di Albaro, circondata da un ampio parco, fu voluta dal nobile patrizio Luca Giustiniani che, nell'estate del 1548, affidò il progetto della villa a Galeazzo Alessi. Prima opera genovese dell'architetto perugino, la struttura cubica tripartita da lui elaborata per questa dimora nobiliare divenne modello e fonte di ispirazione per la costruzione di diverse altre ville nel territorio genovese e venne adottato anche dagli architetti genovesi per i palazzi cittadini di Strada Nuova."
La proprietà della villa rimase alla famiglia Giustiniani fino al 1787 quando passò alla famiglia Cambiaso. Patrimonio del comune genovese a partire dal 1921, lo stesso anno l'ente scelse la storica dimora come sede della Regia Scuola di Ingegneria Navale e quindi della Facoltà d'Ingegneria dell'ateneo genovese.
Lo stile e l'architettura della villa cinquecentesca rimasero inalterati per quasi quattro secoli, fino al 19 maggio del 1944 quando il pesante bombardamento aereo su Genova danneggiò anche la villa con la distruzione di una parte della copertura, della volta del salone centrale, la loggia superiore e il cornicione. Al termine del conflitto furono la stessa università genovese e la Soprintendenza ad effettuare i lavori di restauro e ripristino.
Nel 2004, in contemporanea dell'evento Genova capitale europea della cultura, sono stati intrapresi lavori di rifacimento delle facciate a cura dell'amministrazione genovese, dell'università e della Soprintendenza per i Beni Ambientali e Architettonici.

## Descrizione

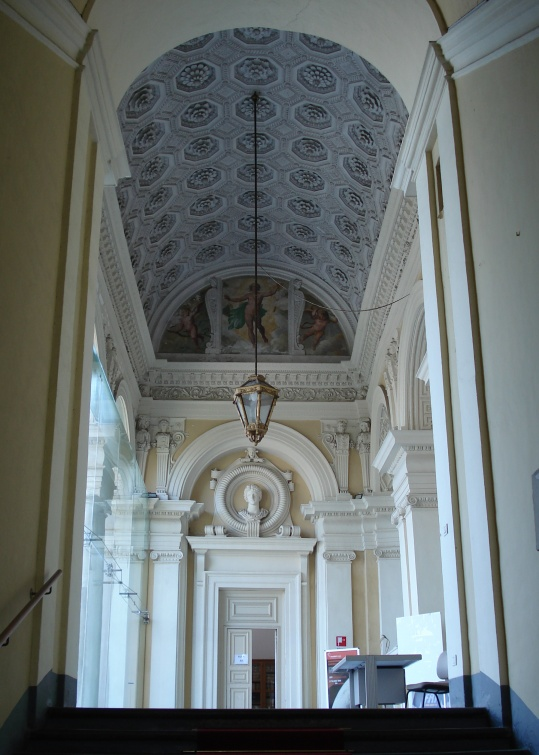
Interno della villa

La villa ha pianta quadrata e una struttura compatta priva di cortili interni. Il prospetto principale si affaccia a sud su un ampio prato, in una posizione tale da consentire la vista del mare. È divisa in due da un vistoso marcapiano che separa il primo piano e le sue colonne tuscaniche dalla parte superiore decorata con lesene scanalate ispirate al modello corinzio. Al piano terra un breve scalone conduce ad una loggia aperta che permette l'accesso all'interno, mentre sopra di esso vi sono le grandi finestre del piano nobile e il piano ammezzato, coronato da un ampio cornicione decorato.
Gli altri tre lati dell'edificio presentano una decorazione più semplice ed essenziale. A nord una loggia aperta al primo piano permetteva una vista sulle colline circostanti, mentre una terza loggia chiusa a metà dello scalone che conduce al secondo piano si affaccia verso ponente sul parco della villa.
Secondo le fonti storiche fu lo stesso Alessi a scegliere pittori e scultori per le decorazioni e gli affreschi degli interni; venne affidata Taddeo Orsolino la costruzione delle logge e degli stucchi, mentre per le cornici e i medaglioni furono scelti Giovanni Lurago e il cremasco Bernardino Solari.
I due affreschi delle lunette della loggia al primo piano, ritraenti Il Giorno - Apollo, a sinistra, e La Notte - Diana a destra, sono opere rispettivamente dei pittori Giovan Battista Castello e Luca Cambiaso. Antonio Quinzio è invece l'artefice dell'affresco novecentesco del Trionfo navale nella volta del salone centrale. Altri affreschi sono opera di Andrea Semino. Altri dipinti, presenti nella villa fino all'acquisizione da parte del comune e all'apertura della Regia Scuola di Ingegneria Navale sono oggi conservati presso le gallerie di Palazzo Bianco e Palazzo Rosso di Genova.

## Galleria d'immagini

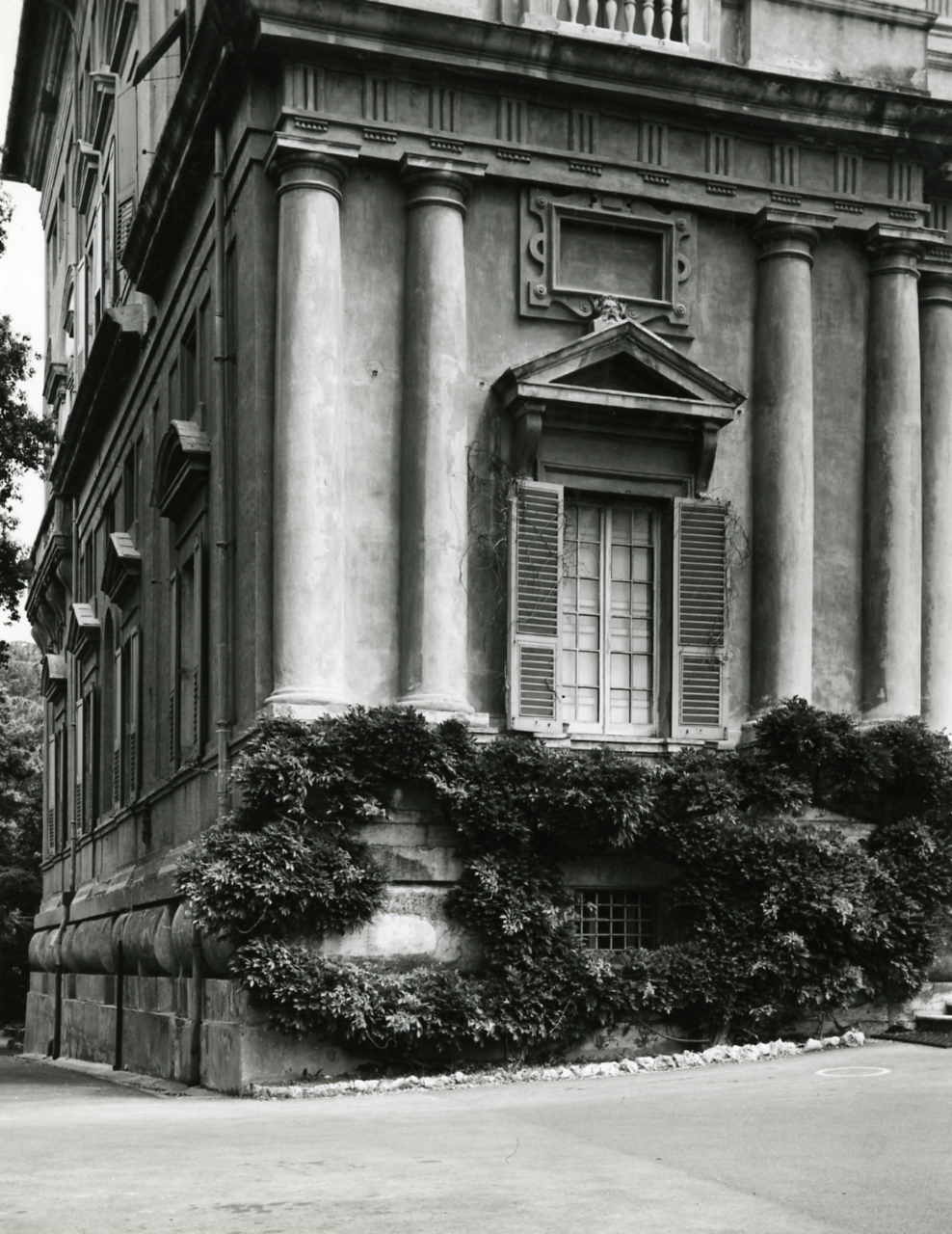
Particolare. Foto di Paolo Monti, 1964
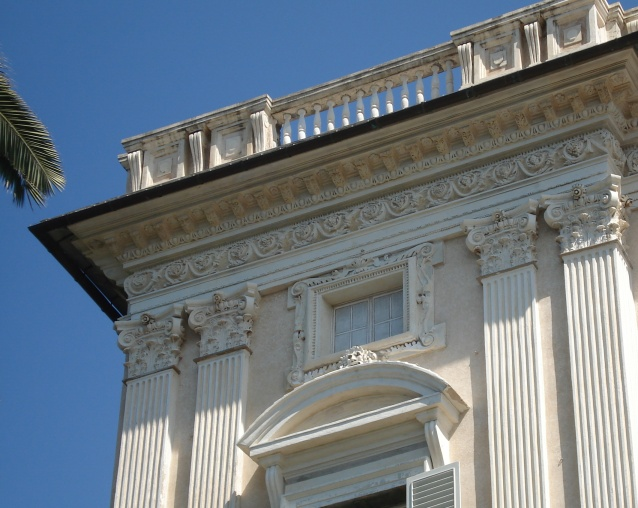
Particolare del cornicione e delle lesene corinzie della facciata principale
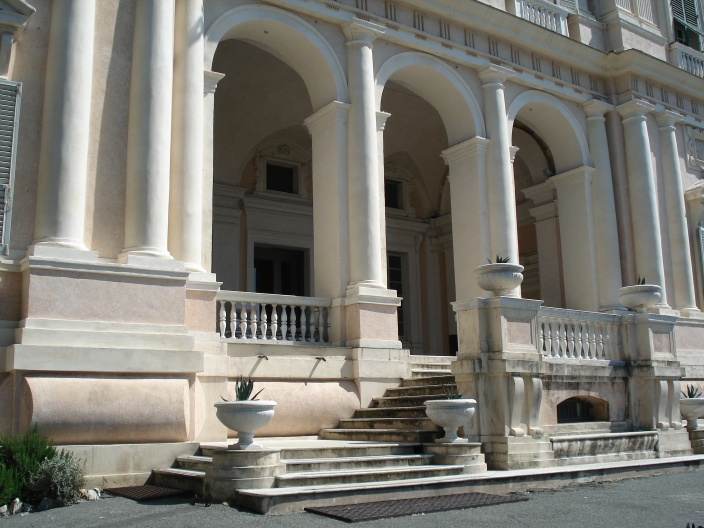
Lo scalone di accesso alla loggia della facciata principale
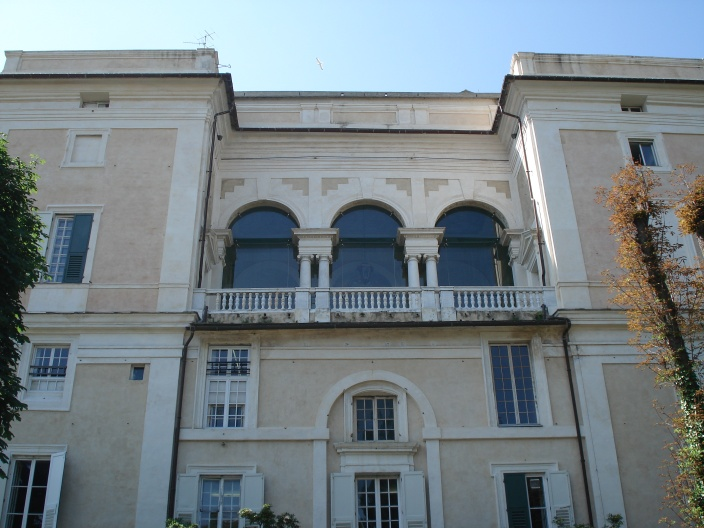
La loggia al primo piano del lato nord
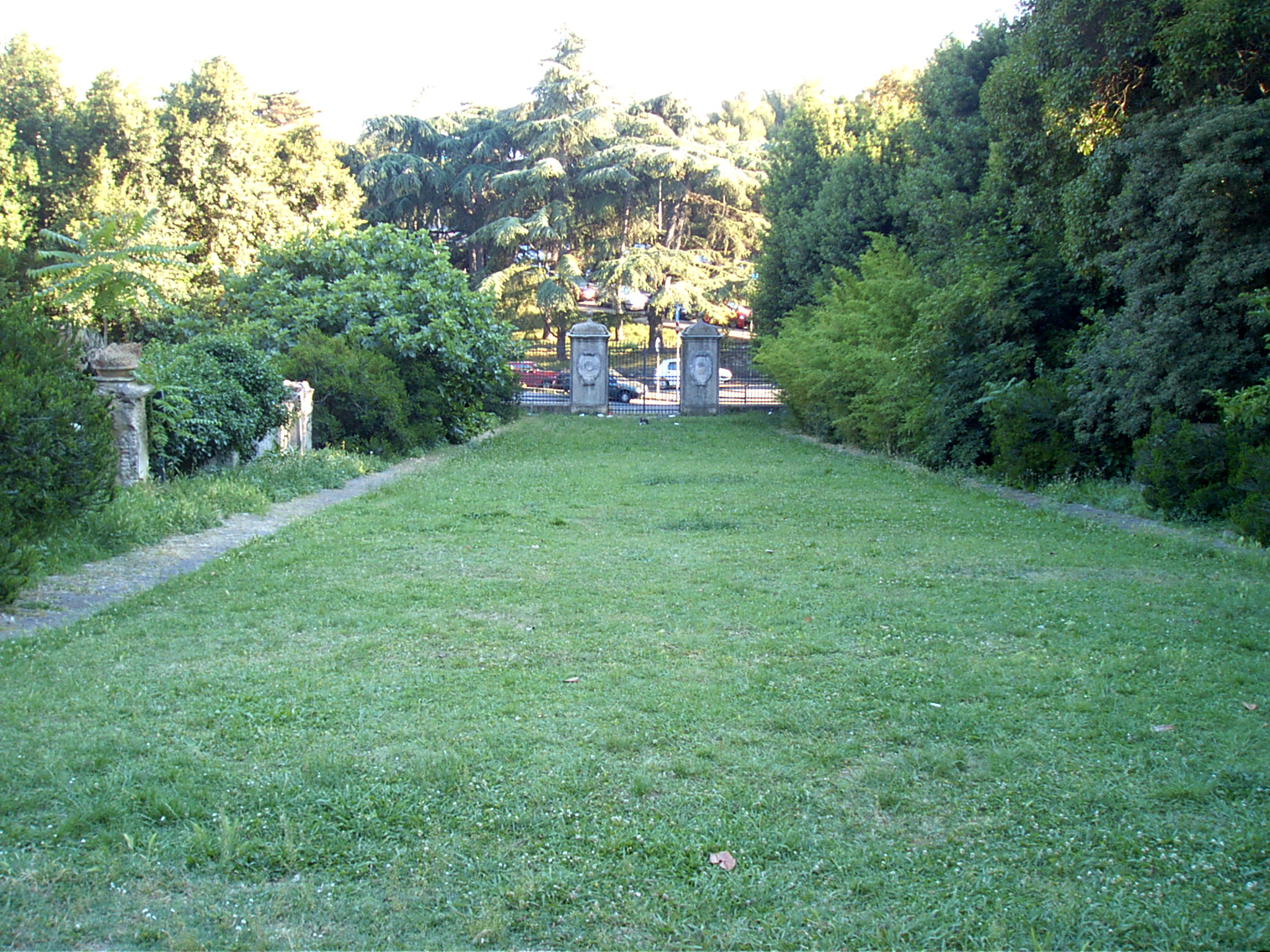
Il prato antistante l'ingresso della villa